# Dieter Spileers
Dieter Spileers (30 augustus 1985) is een Belgisch stem- en musicalacteur. Spileers was te zien in oa Pretty woman, Come from away ,  Ciske de Rat, Petticoat, Wicked, Beauty and the Beast en 40-45 spektakel musical. Hij vertolkte de hoofdrol van het muzikale genie Bob Gaudio, in de musical Jersey Boys.

## Opleiding
In 2007 studeerde Spileers af als Master in de dramatische kunsten, optie musical aan de musicalafdeling van het Koninklijk Conservatorium te Brussel.

## Musicals
- Doe Maar! (musical) (MediaLane) - Resident Director, cover Rob en Arent
- Sister Act (musical) (MediaLane) - Monseigneur O'Hara, cover Curtis Jackson (2024-2025)
- Pretty Woman (Stage Entertainment) - Ensemble, Six Strings, cover Edward (2023-2024)
- The Bodyguard (Stage Entertainment) - Tony Scibelli (2023)
- Tina: de Tina Turner musical (Stage Entertainment) - Erwin Bach, cover Roger Davies (2022-2023)
- Come From Away (Medialane Theater) - Standby Kevin T & Nick Marson (2021-2022)
- Annie (Theateralliantie) - Drake / Bert Healy (2019- maart 2020) deze voorstelling werd vroegtijdig gestopt door de coronapandemie.
- 40-45 spektakel musical (Studio 100) - ensemble (2019)
- The Addams Family (TEC-entertainment) - Swing, cover Henk Beineke (2018/2019)
- Sprookjessprokkelaar (Efteling) - Graaf Stanislav, Oberon, Willem van der Decken (2017/2018)
- Ciske de Rat (Stage Entertainment) - Swing on Stage en Understudy Pater de Goeij (2016/2017)
- Beauty and the Beast (Stage Entertainment) - Understudy Tickens en ensemble (2016)
- Moeder, ik wil bij de Revue (Stage Entertainment) - Understudy Bob en Ensemble (2014/2015)
- Jersey Boys (Stage Entertainment) - Bob Gaudio (2013/2014)[1]
- Josephine B. (Judas Theaterproducties) - Ensemble (2013)[2]
- Wicked (Stage Entertainment) - Understudy Fiyero, understudy Dr. Dillamond en swing (2011-2013)[3]
- Petticoat (Stage Entertainment) - Understudy Maurice en ensemble (2010)[4]
- All Shook Up - Love Me Tender (Stage Entertainment) - Understudy Dennis en ensemble (2010)[5]
- Sunset Boulevard (Stage Entertainment) - Jonge Schrijver / Adam (2008)[6]
- Portretten van de Koning (Jeugdtheater het Appeltje) - Marvin (2007)

## Televisie en Voice-over
- World Of Winx (Seizoen 1) - Voice-over als Jim (2016)
- Spoed en de Kotmadam - Gastrol (2006)
- Grimm’s Finest Fairy Tales - Voice-over als Kikkerprins (2010)
- GLC/Minor/Your so Stupid - Voice-over (2011)
- Jessie - Voice-over als Tony (2011-2012)
- Lightning Point - Voice-over als Brandon e.a. (2012)
- Little Spirou - Voice-over als Vermiljoen (2013)
- Austin & Ally - Voice-over (2013)
- Max Steel - Voice-over (2013)
- Marsupilami - Voice-over (2013)
- Journey to the Christmas Star - Voice-over (2013)
- Raven, the little Rascal - Voice-over als Wollie (2013)
- I didn't do it - Voice-over als Garrett (2014)
- Lucky duck - Voice-over als Lucky (2014)
- De ZhuZhu's - Voice-over als Meneer Squiggles (2017)
- Looped - Voice-over als Luuk Maaswas (2017)
- Inspector Gadget - Voice-over als Inspector Gadget (2017)
- Miles van Morgen - Voice-over als Leo Callisto (2015-2017)
- power rangers dino Charge - Voice-over als Blauwe ranger Koda (2016-2017)
- Power rangers Ninja Steel - Voice-over als Blauwe ranger Preston (2017-2018)
- Early man Bioscoopfilm - Voice-over als Eemak (2017)
- Show Dogs Bioscoopfilm - Voice-over als Sprinkles (2018)
- Louis en de Aliens Bioscoopfilm - Voice-over als Mog (2018)
- Monchichi - Voice-over als Spruitje (2018)
- Top Wing - Voice-over als Rod (2018)
- I am Frankie - Voice-over als Zane (2018)
- Trouble - Voice-over als Tippy en Ludo Lefebvre (2019)
- vampirina - Voice-over als Prins Pepi (2019)
- just roll with it - Voice-over als publieksopwarmer (2019)
- blue's clues and you - Voice-over als Brievenbus (2020)
- mira, royale detective - Voice-over als chikku (2020)
- my sweet monster - Voice-over als Konijn (2021)